# 고실 신경
고실 신경(tympanic nerve) 또는 야콥슨 신경(Jacobson's nerve)은 혀인두신경의 가지로, 관자뼈의 바위 부분을 통과하여 가운데귀에 도달한다. 중이, 유스타키오관, 귀밑샘, 꼭지벌집에 감각 신경을 지배한다. 또한 귀밑샘으로 향하는 부교감 신경 섬유를 운반한다.

## 같이 보기
- 고실
- 혀인두신경
- 관자뼈의 바위 부분
- 꼭지벌집

## 참고 문헌
이 문서는 현재 퍼블릭 도메인에 속하는 그레이 해부학 제20판(1918) page 910의 내용을 기초로 작성된 글이 포함되어 있습니다.